# Academia Central da Defesa
A Academia Central da Defesa (ACD), é a Academia Militar responsável pela formação dos Corpos Comuns das Forças Armadas e da supervisão do ensino militar de línguas estrangeiras na Espanha. Sua sede encontra-se num complexo que o Ministério da Defesa possui no distrito de Carabanchel (Madrid).
Na Academia Central da Defesa reuniram-se as escolas de formação dos corpos comuns das Forças Armadas (Jurídico, Intervenção, Previdência e Músicas Militares) junto com os centros de formação dos professores militares e da Escola militar de idiomas. Esta criação responde ao estabelecido em disposição adicional terceira do Real Decreto 524/2014, de 20 de junho, que modificou o anterior, de 2012, que estabeleceu a estrutura orgânica básica do Ministério da Defesa. Encontra-se regulada pela Ordem do Ministério da Defesa 1846/2015, de 9 de setembro. A ACD depende da Direção Geral de Recrutamento e Ensino Militar do Ministério da Defesa. À frente da mesma encontra-se um diretor com faixa de oficial general que ao mesmo tempo é o Subdiretor Geral de Ensino Militar.

## Funções
A Academia Central da Defesa, sucessora do Grupo de Escolas da Defesa, tem atribuídas as seguintes funções:
- O ensino de formação dos corpos comuns das Forças Armadas Espanholas.
- Os ensinos de aperfeiçoamento dos corpos comuns mencionados e aquelas outras que afetem à qualificação pedagógica, a avaliação do sistema de ensino militar e de línguas estrangeiras.
- A avaliação da concorrência linguística nos idiomas estrangeiros considerados de interesse para as Forças Armadas Espanholas.

A ACD faz possível uma administração conjunta e um controle coordenado dos recursos destinados às escolas integradas em seu seio. Também se ocupa de enquadrar ao conjunto dos alunos dos corpos comuns das FAS lhes facilitando uma residência, lavanderia, refeitório com cozinhas, cafeteria, instalações desportivas, uma biblioteca e uma capela.

## Estrutura
A Academia Central da Defesa possui a seguinte estrutura:
- Direção
- Subdireção
- Escola Militar de Previdência (EMISAN).
- Escola Militar de Estudos Jurídicos (EMEJ).
- Escola Militar de Intervenção (EMI).
- Escola de Músicas Militares (EMUM).
- Escola Militar de Ciências da Educação (EMCE).
- Escola Militar de Idiomas (EMID).
- Centro Universitário da Defesa de Madri (CUD Madri).
- Departamento Intercentros de Instrução e Adestramento.
- Unidade de Serviços de Apoio.
- Serviço de Administração Econômica.

Para o desenvolvimento de suas atividades, a Academia Central da Defesa organizou-se em sete departamentos: Escola Militar de Estudos Jurídicos, Escola Militar de Intervenção, Escola Militar de Previdência, Escola de Músicas Militares, Escola Militar de Idiomas, Escola Militar de Ciências da Educação e o de Instrução e Adestramento.